# Contrada Paradiso
Contrada Paradiso:, meglio conosciuta in dialetto salentino col nome di Paraíso (parola spagnola probabilmente risalente al periodo di dominazione aragonese della regione) è una contrada che si trova nel comune di Torre Santa Susanna, in Puglia, nel Salento settentrionale, a 2 km dal sito archeologico messapico di Muro Tenente e confina con l'agro di Oria, quello di Latiano e quello di Mesagne. Confina a sud ovest con la contrada storica detta Camarda, anch'essa in passato ricca di paludi. Si racconta che in tempi non lontani, i contadini lasciavano i propri carri durante i periodi piovosi nell'aia della masseria Paradiso in quanto i terreni adiacenti e della contrada camarda erano pieni di acqua. Nell'ambito della contrada si evidenziano alcune vie storiche correlate a toponimini del luogo come via Capigneri, in dialetto capignuri, che conduce all'omonima masseria detta Capineri, probabilmente perché in un lontano passato la proprietà delle masserie capineri e paradiso apparteneva ai frati Cappuccini oppure ai Domenicani, detti per gli abiti di appartenenza all'Ordine religioso appunto capineri. Altra via che rappresenta un toponimo è via Serena che conduceva all'antica palude della sirena ricca di acqua anche nel periodo estivo e che per l'evaporazione delle acque determinava una nebbia che nell'immaginario collettivo determinava la visione di sirene.

## Territorio e Agricoltura

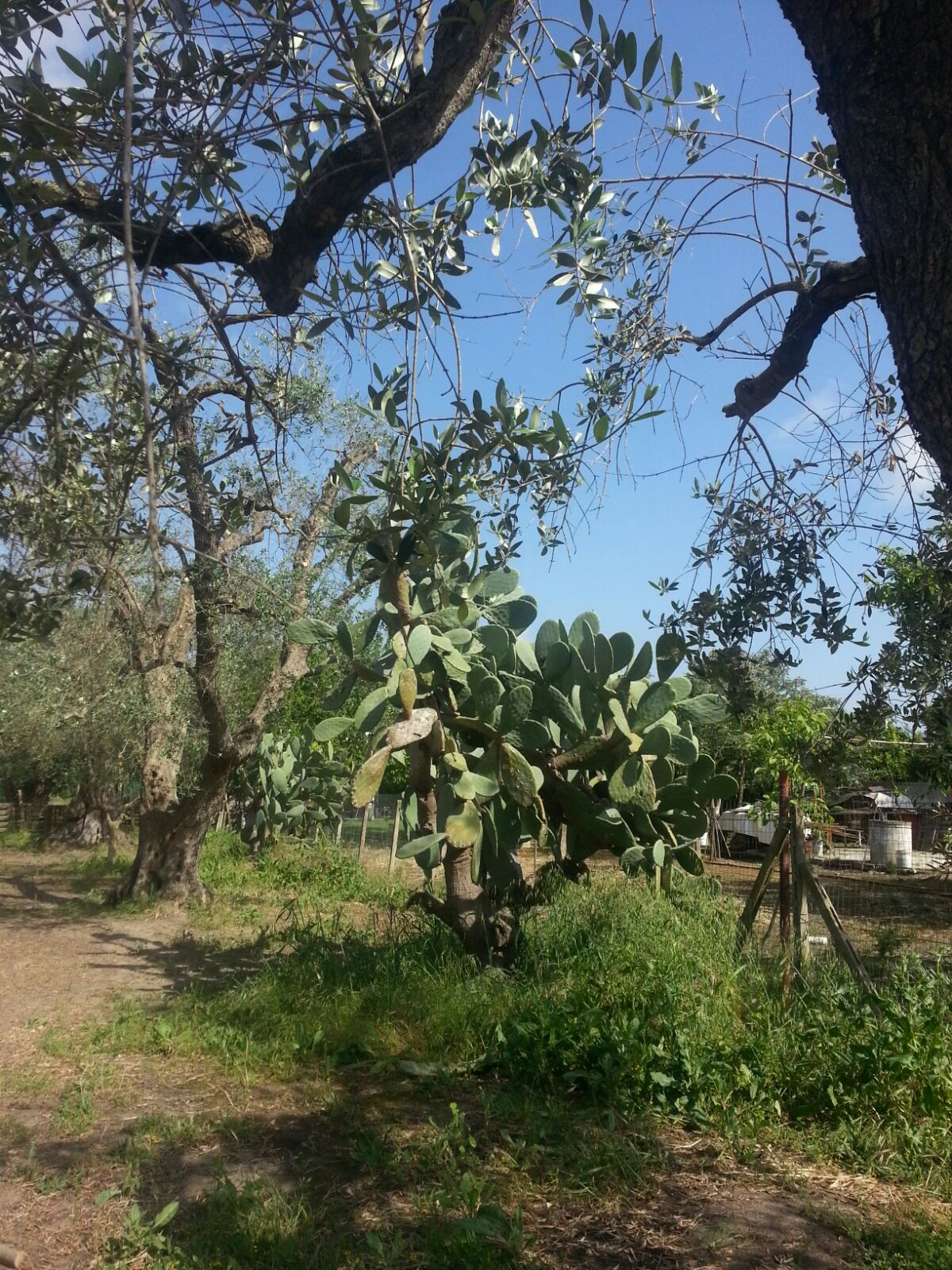

L'economia della contrada è incentrata principalmente sulla produzione dell'olio di oliva e del vino. 
Il territorio é profondamente legato alla produzione di olive sin dai tempi più antichi come testimoniano i numerosi alberi di ulivo secolari presenti sul territorio. Le tipologie d'ulivo maggiormente diffuse nella contrada sono la Cellina di Nardò e l'Ogliarola.

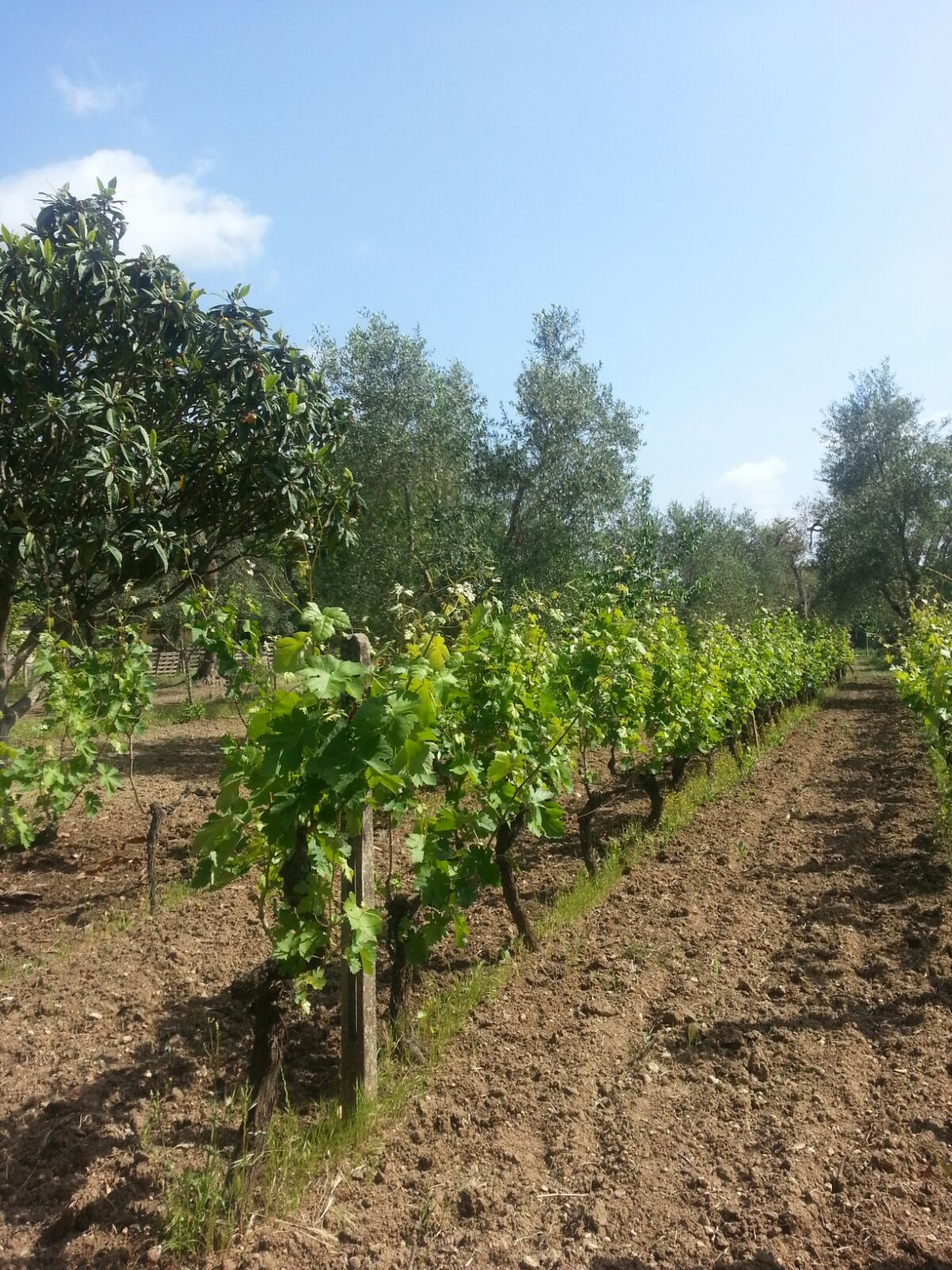

Al secondo posto nella produzione agricola di questo territorio, troviamo la vite, coltivata a tendone o a spalliera.
La parte del territorio di  Contrada Paradiso che si trova nell'agro di Latiano e di Mesagne rientra nel percorso enogastronomico denominato Appia dei vini. In questo territorio si possono individuare varietà indigene di vitigni come la Malvasia nera di Brindisi, il Sangiovese, il Negroamaro, e l'Ottavianello ed è possibile produrre i seguenti vini: Aleatico di Puglia Doc, Brindisi DOC, Puglia Igt.
Anticamente il vino della zona veniva conservato in giare di creta molto capienti, chiamate Capasoni.
Il territorio in origine era probabilmente paludoso, come testimoniano l'abbondanza di pozzi sorgivi anche a pochi metri di profondità e la presenza di numerosi canali per la raccolte delle acque piovane. Nell'ambito del territorio di Contrada Paradiso, sono tuttora visibili antichi tratturi e strade medievali; a pochi chilometri vi è l'antico tracciato dell'Appia Antica e del Limitone dei Greci con l'antico centro greco medievale di San Pietro.
A circa 800 metri dalla masseria, lungo la strada comunale Camarda-Squartati, vi è una chiesetta dedicata ai SS Medici San Cosimo e San Damiano, molto venerati nella zona, in cui nella prima domenica di Settembre si svolgono festeggiamenti religiosi, con processione lungo la via della frazione.

## Abitanti e villeggiatura
Contrada Paradiso è una delle più frequentate località di villeggiatura estiva per i latianesi, dovuto al alla grande vicinanza al paese. Molti latianesi possiedono seconde case nella contrada, nelle quali vivono da maggio a settembre. Negli ultimi anni alcune famiglie latianesi hanno stabilito la loro residenza nella contrada durante tutto l'anno.

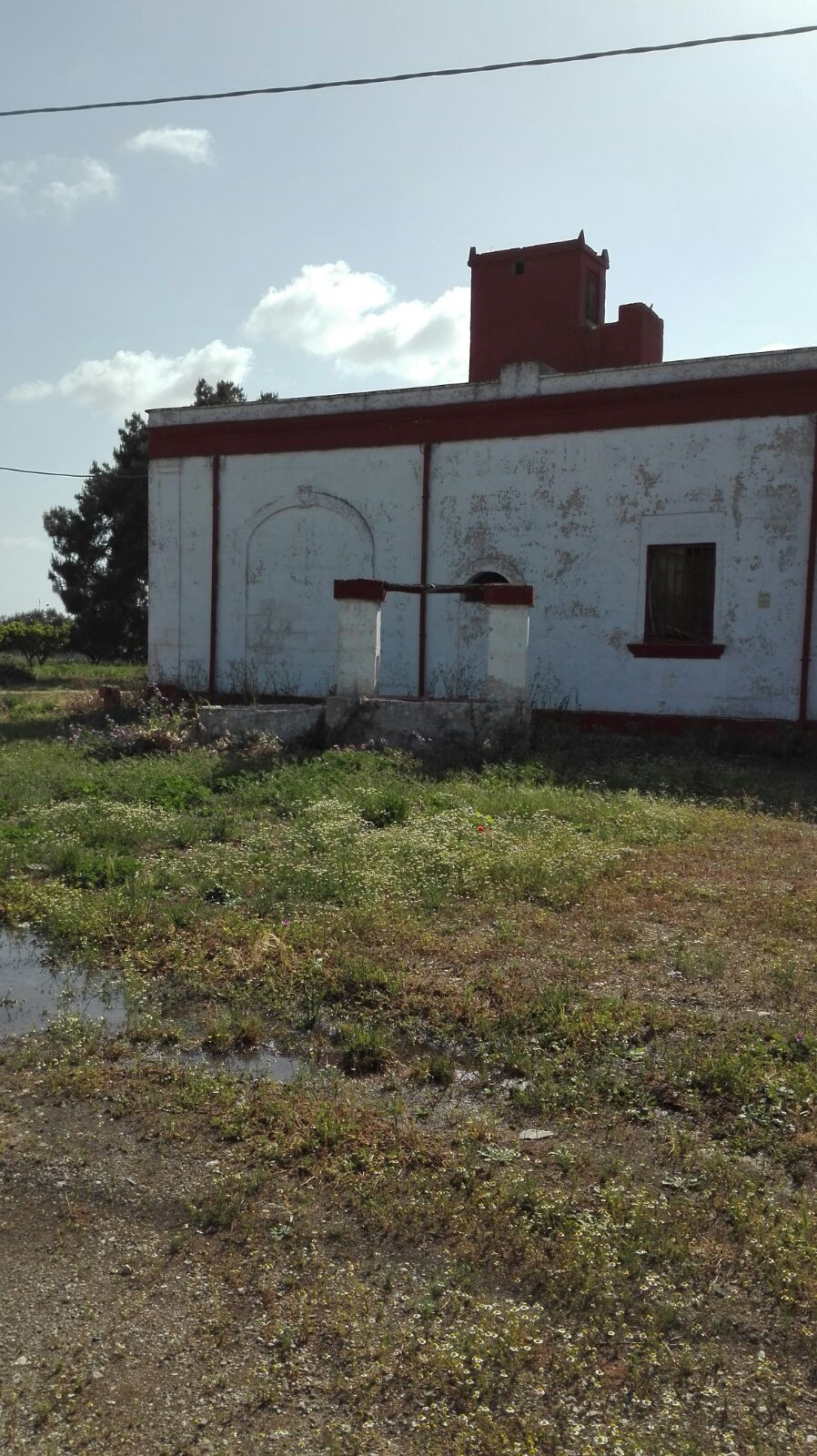
Masseria di Paradiso
Ulivi giganti secolari